# Grignols (Dordogne)
Grignols település Franciaországban, Dordogne megyében. Lakosainak száma 668 fő (2022. január 1.). Grignols Saint-Astier, Villamblard, Jaure, Manzac-sur-Vern, Montrem, Neuvic, Saint-Jean-d’Estissac, Vallereuil és Saint-Léon-sur-l’Isle községekkel határos.

## Népesség
A település népességének változása:
| Lakosok száma | 485  | 456  | 526  | 642  | 587  | 648  | 672  | 670  | 669  | 668  |
|               | 1968 | 1982 | 1990 | 2006 | 2013 | 2015 | 2017 | 2019 | 2020 | 2022 |